# Boulevard Jean-Jaurès (Carcassonne)
Pour les articles homonymes, voir Boulevard Jean-Jaurès.
Le boulevard Jean-Jaurès (en occitan, baloard Joan Jaurés) est une voie publique et l'un des sept boulevards délimitant la bastide Saint-Louis, hyper-centre-ville de Carcassonne, chef-lieu du département de l'Aude.

## Situation et accès
Le boulevard Jean-Jaurès est une artère d'une longueur de 430 mètres et d'une largeur d'environ 40 mètres située dans le centre-ville de Carcassonne. De 1824 à 2006, il faisait également partie de la route nationale 113.

### Voies rencontrées
Le boulevard Jean-Jaurès rencontre les voies suivantes, dans l'ordre des numéros croissants (« g » indique que la rue se situe à gauche, « d » à droite) :
- Square Gambetta (début) et rue de Verdun (g)
- Rue Barbès (g) et rue Fédou (d)
- Ruelle des Tanneurs (g)
- Rue de la République (g) et rue Mazagran (d)
- Rue du Quatre-Septembre (g) et rue de Strasbourg (d)
- Rue de la Liberté (g) et rue d'Alsace (d)
- Boulevard Omer-Sarraut (g), route Minervoise (en face) et rue Antoine-Marty

## Origine du nom
Le nom de ce boulevard fait référence à Jean Jaurès (1859-1914), homme politique français.

## Bâtiments remarquables et lieux de mémoire
- no 28 : Palais de justice de Carcassonne

Palais de justice.